# Liga de Desenvolvimento de Basquete
A Liga de Desenvolvimento de Basquete (LDB) é o principal campeonato de base do basquetebol brasileiro, organizado desde 2011 pela Liga Nacional de Basquete (LNB).
Inicialmente, na sua 1ª edição, chamava-se Liga de Desenvolvimento Olímpico (LDO) e era o Campeonato Brasileiro Sub-21 de Basquete Masculino, tendo reunido os participantes do NBB 4 (temporada 2011-2012). A partir da 2ª edição (2012-2013), houve a mudança de nome e o torneio passou a ser Sub-22. O Comitê Brasileiro de Clubes (CBC) apoia financeiramente a competição desde 2017. Entre as edições de 2017 a 2019, a LDB foi disputada como Sub-20. A partir da edição de 2021 a LDB voltará a ser sub-22.
A partir de 2018, o campeão da LDB passou a enfrentar o vencedor da Liga de Desarrollo (equivalente a LDB na Argentina) na Taça Interligas de Desenvolvimento.
Em 2021, mais de 50% dos jogadores do NBB já haviam passado por alguma edição da LDB.

## Títulos

### Por equipe
| Clube                  | Títulos                           | Vices                    | 3º lugar           | 4º lugar               |
| ---------------------- | --------------------------------- | ------------------------ | ------------------ | ---------------------- |
| Pinheiros              | 5 (2015, 2018, 2019, 2021 e 2022) | 0                        | 2 (2013 e 2024)    | 2 (2014 e 2017-18)     |
| Flamengo               | 2 (2011 e 2013)                   | 1 (2014)                 | 1 (2012)           | 3 (2018 , 2019 e 2024) |
| Paulistano             | 3 (2017-18, 2023 e 2024)          | 2 (2018 e 2021)          | 2 (2011 e 2019)    | 1 (2022)               |
| Franca                 | 1 (2016)                          | 3 (2012, 2019 e 2023)    | 2 (2017-18 e 2021) | 0                      |
| Bauru                  | 1 (2012)                          | 1 (2011)                 | 0                  | 0                      |
| Basquete Cearense      | 1 (2014)                          | 0                        | 0                  | 0                      |
| São José               | 0                                 | 3 (2016, 2017-18 e 2022) | 0                  | 1 (2012)               |
| Minas                  | 0                                 | 2 (2013 e 2015)          | 0                  | 1 (2021)               |
| Limeira                | 0                                 | 0                        | 1 (2014)           | 1 (2016)               |
| Sport                  | 0                                 | 0                        | 1 (2015)           | 0                      |
| Metodista/São Bernardo | 0                                 | 0                        | 1 (2016)           | 0                      |
| Palmeiras              | 0                                 | 0                        | 1 (2018)           | 0                      |
| Corinthians            | 0                                 | 1 (2024)                 | 1 (2022)           | 0                      |
| Lobos Brasília         | 0                                 | 0                        | 0                  | 3 (2011, 2013 e 2015)  |

### Por federação
| Estado           | Títulos | Vices | 3º lugar | 4º lugar |
| ---------------- | ------- | ----- | -------- | -------- |
| São Paulo        | 9       | 9     | 10       | 5        |
| Rio de Janeiro   | 2       | 1     | 1        | 3        |
| Ceará            | 1       | 0     | 0        | 0        |
| Minas Gerais     | 0       | 2     | 0        | 1        |
| Pernambuco       | 0       | 0     | 1        | 0        |
| Distrito Federal | 0       | 0     | 0        | 3        |

## Histórico das equipes
| # | Posição final nesta temporada |  | Não participou nesta temporada |

| Equipe                       | 2011 | 2012 | 2013 | 2014 | 2015 | 2016 | 2017–18 | 2018 | 2019 | 2021 | 2022 | Participações |
| ---------------------------- | ---- | ---- | ---- | ---- | ---- | ---- | ------- | ---- | ---- | ---- | ---- | ------------- |
| AABJ-Joinville               | 7.º  | z !  | z !  | 22.º | 21.º | z !  | z !     | z !  | z !  | z !  | z !  | 3             |
| ADRM-Maringá                 | z !  | z !  | z !  | z !  | z !  | z !  | z !     | 11.º | 13.º | 16.º | z !  | 3             |
| ALE-Londrina                 | z !  | 15.º | z !  | z !  | z !  | z !  | z !     | z !  | z !  | z !  | z !  | 1             |
| Anápolis                     | z !  | z !  | z !  | 18.º | z !  | z !  | z !     | z !  | z !  | z !  | z !  | 1             |
| Araraquara                   | 16.º | z !  | z !  | z !  | z !  | z !  | z !     | z !  | z !  | z !  | z !  | 1             |
| Basquete Cearense            | z !  | z !  | 8.º  | 1.º  | 14.º | z !  | 5.º     | z !  | 12.º | 22.º | 9.º  | 7             |
| Bauru                        | 2.º  | 1.º  | 6.º  | 5.º  | 12.º | z !  | z !     | z !  | z !  | 13.º | 7.º  | 7             |
| Blumenau                     | z !  | z !  | z !  | 20.º | z !  | z !  | z !     | z !  | z !  | z !  | z !  | 1             |
| Botafogo                     | z !  | z !  | z !  | 24.º | 10.º | z !  | z !     | z !  | z !  | z !  | 23.º | 3             |
| Brasília Basquete            | z !  | z !  | z !  | z !  | z !  | z !  | z !     | z !  | z !  | 15.º | 22.º | 2             |
| Campo Mourão                 | z !  | z !  | z !  | z !  | 16.º | z !  | z !     | z !  | z !  | 12.º | 18.º | 3             |
| Concórdia                    | z !  | z !  | z !  | z !  | 23.º | z !  | z !     | z !  | z !  | z !  | z !  | 1             |
| Caxias do Sul                | z !  | z !  | z !  | z !  | z !  | z !  | z !     | z !  | z !  | 20.º | 13.º | 2             |
| Cerrado Basquete             | z !  | z !  | z !  | z !  | z !  | z !  | z !     | z !  | z !  | 6.º  | 6.º  | 1             |
| CECRE-Vitória                | 13.º | 16.º | 19.º | z !  | z !  | z !  | z !     | z !  | z !  | z !  | z !  | 3             |
| Cetaf-Vila Velha             | 10.º | z !  | 15.º | z !  | z !  | z !  | z !     | z !  | z !  | z !  | z !  | 2             |
| Corinthians                  | z !  | z !  | z !  | z !  | z !  | z !  | z !     | z !  | 8.º  | 7.º  | 3.º  | 3             |
| Coritiba Monsters/Soc.Thalia | z !  | z !  | z !  | z !  | z !  | z !  | z !     | z !  | 7.º  | 18.º | 15.º | 3             |
| Curitiba/Círculo Militar     | z !  | z !  | 13.º | 10.º | 7.º  | 7.º  | 6.º     | 6.º  | 6.º  | z !  | z !  | 7             |
| Extremos                     | z !  | z !  | z !  | z !  | 9.º  | 10.º | z !     | z !  | z !  | z !  | z !  | 2             |
| Faculdade 2 de Julho         | z !  | 18.º | z !  | z !  | z !  | z !  | z !     | z !  | z !  | z !  | z !  | 1             |
| Flamengo                     | 1.º  | 3.º  | 1.º  | 2.º  | 22.º | 6.º  | 8.º     | 4.º  | 4.º  | 9.º  | 10.º | 11            |
| Fortaleza EC                 | z !  | z !  | z !  | z !  | z !  | z !  | z !     | z !  | z !  | 22.º | 9.º  | 2             |
| Franca                       | 5.º  | 2.º  | 9.º  | 9.º  | 5.º  | 1.º  | 3.º     | 9.º  | 2.º  | 3.º  | 11.º | 11            |
| Ginástico                    | z !  | 13.º | 5.º  | z !  | z !  | 5.º  | z !     | z !  | z !  | z !  | z !  | 3             |
| GNU                          | z !  | z !  | 17.º | 19.º | 24.º | z !  | z !     | z !  | z !  | z !  | z !  | 3             |
| Inter Santos                 | z !  | z !  | z !  | z !  | 20.º | z !  | z !     | z !  | z !  | z !  | z !  | 1             |
| Joinville BA                 | 7.º  | z !  | z !  | z !  | z !  | z !  | z !     | z !  | z !  | z !  | z !  | 1             |
| Liga Sorocabana              | 15.º | 9.º  | z !  | z !  | z !  | z !  | z !     | z !  | z !  | z !  | z !  | 2             |
| Limeira                      | 12.º | 12.º | 16.º | 3.º  | 6.º  | 4.º  | z !     | z !  | z !  | z !  | z !  | 6             |
| Lobos Brasília               | 4.º  | 7.º  | 4.º  | 6.º  | 4.º  | z !  | z !     | z !  | z !  | z !  | z !  | 5             |
| Macaé                        | z !  | z !  | z !  | 15.º | 15.º | z !  | z !     | z !  | z !  | z !  | z !  | 2             |
| Metodista/São Bernardo       | z !  | z !  | z !  | z !  | z !  | 3.º  | z !     | z !  | z !  | z !  | z !  | 1             |
| Minas                        | 6.º  | 6.º  | 2.º  | 12.º | 2.º  | 8.º  | 7.º     | 5.º  | 10.º | 4.º  | 12.º | 11            |
| Mogi das Cruzes              | z !  | z !  | z !  | 11.º | z !  | z !  | z !     | z !  | z !  | 17.º | 14.º | 3             |
| Náutico                      | z !  | z !  | 20.º | 14.º | 14.º | z !  | z !     | z !  | z !  | z !  | z !  | 3             |
| Olympico                     | z !  | z !  | z !  | z !  | z !  | 5.º  | z !     | z !  | z !  | z !  | z !  | 1             |
| Palmeiras                    | z !  | 10.º | z !  | z !  | 17.º | z !  | z !     | 3.º  | z !  | z !  | z !  | 3             |
| Pato Basquete                | z !  | z !  | z !  | z !  | z !  | z !  | z !     | z !  | z !  | 21.º | 16.º | 2             |
| Paulistano                   | 3.º  | 11.º | 11.º | 8.º  | 11.º | z !  | 1.º     | 2.º  | 3.º  | 2.º  | 4.º  | 10            |
| PEB Rio do Sul               | z !  | z !  | z !  | z !  | z !  | 11.º | z !     | z !  | z !  | z !  | z !  | 1             |
| Pinheiros                    | 9.º  | 8.º  | 3.º  | 4.º  | 1.º  | z !  | 4.º     | 1.º  | 1.º  | 1.º  | 1.º  | 10            |
| Praia Clube                  | 8.º  | z !  | z !  | 13.º | 13.º | z !  | 10.º    | 10.º | 9.º  | 11.º | 8.º  | 8             |
| Regatas                      | z !  | z !  | z !  | 23.º | z !  | z !  | z !     | z !  | z !  | z !  | z !  | 1             |
| Rio Claro                    | z !  | z !  | z !  | z !  | 8.º  | z !  | z !     | z !  | z !  | 8.º  | 17.º | 3             |
| São José                     | 11.º | 4.º  | 7.º  | z !  | 19.º | 2.º  | 2.º     | 8.º  | 5.º  | 10.º | 2.º  | 10            |
| São Luís                     | z !  | 17.º | z !  | z !  | z !  | z !  | z !     | z !  | z !  | z !  | z !  | 1             |
| São Paulo                    | z !  | z !  | z !  | z !  | z !  | z !  | z !     | z !  | z !  | 5.º  | 5.º  | 2             |
| Seleção Sub-17               | z !  | z !  | z !  | z !  | 18.º | z !  | z !     | z !  | z !  | z !  | z !  | 1             |
| Sogipa                       | z !  | z !  | z !  | z !  | z !  | z !  | 9.º     | z !  | z !  | z !  | z !  | 1             |
| Sport                        | z !  | z !  | 10.º | 7.º  | 3.º  | 9.º  | z !     | z !  | z !  | z !  | z !  | 4             |
| Suzano Basquete              | z !  | 5.º  | z !  | z !  | z !  | z !  | z !     | z !  | z !  | z !  | z !  | 1             |
| Taubaté                      | z !  | z !  | z !  | 16.º | z !  | z !  | z !     | z !  | z !  | z !  | z !  | 1             |
| Tijuca                       | 14.º | 14.º | 12.º | 17.º | z !  | z !  | z !     | z !  | z !  | z !  | 19.º | 5             |
| Tittãs                       | z !  | z !  | z !  | 21.º | z !  | z !  | z !     | z !  | z !  | z !  | z !  | 1             |
| Unifacisa                    | z !  | z !  | z !  | z !  | z !  | z !  | z !     | z !  | z !  | 19.º | 20.º | 2             |
| União Corinthians            | z !  | z !  | z !  | z !  | z !  | z !  | z !     | 7.º  | 11.º | 14.º | 21.º | 4             |
| Unitri/Uberlândia            | 8.º  | z !  | z !  | 13.º | 13.º | z !  | z !     | z !  | z !  | z !  | z !  | 3             |
| Universo/Goiânia             | z !  | z !  | 14.º | z !  | z !  | z !  | z !     | z !  | z !  | z !  | z !  | 1             |
| Vasco da Gama                | z !  | z !  | z !  | z !  | z !  | z !  | z !     | z !  | z !  | z !  | 19.º | 1             |
| Vitória                      | z !  | 18.º | 18.º | z !  | z !  | z !  | z !     | z !  | z !  | z !  | z !  | 2             |

## Jogador Mais Valioso
- 2011 -  Fred "Varejinho" Duarte (Flamengo)
- 2012 -  André "Andrezão" Silva (Bauru)
- 2013 -  Ronald Reis (Lobos Brasília)
- 2014 -  Cristiano Felício (Flamengo)
- 2015 -  Lucas Dias (Pinheiros)
- 2016 -  João Pedro (Sesi/Franca)
- 2017/18 -  Dikembe André (Paulistano)
- 2018 -  João Marcelo "Mãozinha" Pereira (Maringá)
- 2019 -  Dikembe André (Paulistano)
- 2021 -  Dikembe André (Pinheiros)
- 2022 -  Ruan Miranda (Cerrado Basquete)